# رایان ایست
رایان ایست (انگلیسی: Ryan East؛ زادهٔ ۷ اوت ۱۹۹۸) بازیکن فوتبال است.
از باشگاه‌هایی که در آن بازی کرده‌است می‌توان به باشگاه فوتبال ردینگ اشاره کرد.